# Kurt Schadegg
Kurt Schadegg (* 1932; † 17. Februar 2023) war ein Schweizer Fussball- und Eishockeytrainer. Er trainierte unter anderem den FC St. Gallen und den EHC Chur.

## Werdegang
Kurt Schadegg ist in Chur aufgewachsen. Als Junior war er beim lokalen Fussball- und Eishockeyclub aktiv. Mit 18 Jahren beschloss er, Sportlehrer zu werden. Dieses Ziel erreichte er 1956, indem er erfolgreich das Sportlehrer-Studium an der Eidgenössischen Technischen Hochschule abschloss. 

## Trainerstationen
Nach seinem Abschluss unterrichtete er an der Mittelschule Schiers. Parallel wurde er Trainer des EHC Chur. Sein grösster Erfolg mit den Churern war der Aufstieg in die Nationalliga B 1962. Der Trainer konzentrierte sich fortan auf den Fussball und absolvierte sämtliche Trainerausbildungen bis und mit dem Instruktor. Ein Jahr später, 1963, zog er beruflich in die Ostschweiz um. Er hat beim Grossunternehmen Bühler AG in Uzwil den Lehrlingssport eingeführt und unterrichtete seither deren Lehrlinge. 
Parallel dazu trainierte er den lokalen Fussballklub, den Zweitligisten FC Uzwil. Für ihn völlig überraschend kam daher die Anfrage des FC St. Gallen im Jahre 1971, ob er Interesse hätte, beim FC St. Gallen das Traineramt zu übernehmen. Er nahm das Amt an und blieb so vier Jahre Trainer des FC St. Gallen, die ersten drei Jahre zusammen mit Željko Perušić. Nach seiner Entlassung dort nahm er keine neuen Jobs mehr an und konzentrierte auf den Lehrlingssport bei Bühler. Er hat eigenen Aussagen nach 4'000 Lehrlinge unterrichtet. Nachdem die Berufsschulen die Sportstunden übernahmen, trat er kürzer. Er lebte mit seiner Frau Annemarie in Oberuzwil, die im April 2022 starb. Kurt Schadegg starb am 17. Februar 2023 im Alter von 90 Jahren.

## Zitate
- „...Kurt Schadegg ist kein Schlauchmeister, kein Sklaventreiber mit der Pfeife im Mund. Schadegg liebt die sanfte Tour - und hat damit Erfolg. Die Spieler gehen durchs Feuer für ihn.“ (Blick während Schadeggs Zeit beim FC St. Gallen)